# Cmentarz wojenny nr 227 – Gorzejowa
Cmentarz wojenny nr 227 w Gorzejowej – zabytkowy cmentarz z I wojny światowej.
Zaprojektowany przez Gustava Rossmanna. Znajduje się tu 10 mogił masowych oraz 159 pojedynczych, w których pochowano żołnierzy austro-węgierskich oraz rosyjskich. W centrum znajduje się kamienny cokół z drewnianym krzyżem. Na tablicy wyryto napis (tłum.): 
"Ta góra kryje skarby
 Wiernych, dzielnych żołnierzy".